# Gustav Georg Zeltner

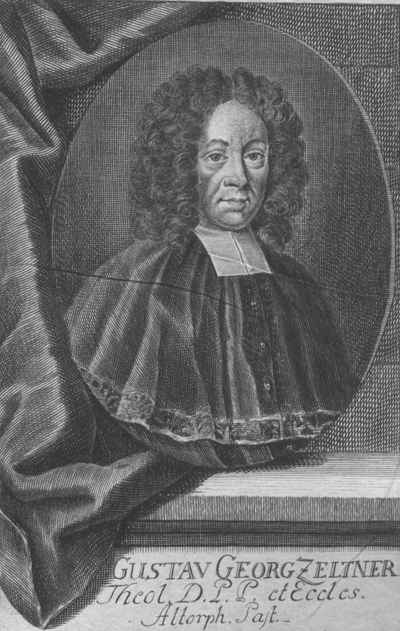
Gustav Georg Zeltner, Kupferstich von Johann Christoph Sysang (1724)

Gustav Georg Zeltner (* 16. September 1672 in Hiltpoltstein; † 20. Juli 1738 in Poppenreuth) war ein lutherischer Theologe. Zeltner verfasste zahlreiche theologische und historische Schriften.

## Leben
Zeltner wurde als Sohn eines Predigers geboren. Von 1689 bis 1694 studierte er an der Universität Jena Philosophie und Theologie. 1695 übernahm er das Amt des Inspektors der Alumnen in Altdorf. 1698 wechselte er nach Nürnberg und arbeitete dort als Vikar und als Professor für Metaphysik am Aegidianum. Zwei Jahre später wurde er zum Diaconus an St. Sebald in Nürnberg ernannt.
Während seiner Zeit in Nürnberg promovierte Zeltner im Fach Theologie und kehrte 1706 zurück nach Altdorf, um an der dortigen Universität Theologie und Orientalistik zu lehren. 1730 wurde er als auswärtiges Mitglied in die Königlich Preußische Sozietät der Wissenschaften aufgenommen.
Seinen Lebensabend verbrachte Zeltner in Poppenreuth, wo er von 1730 bis zu seinem Tod die Stelle des Pfarrers bekleidete.

## Werke

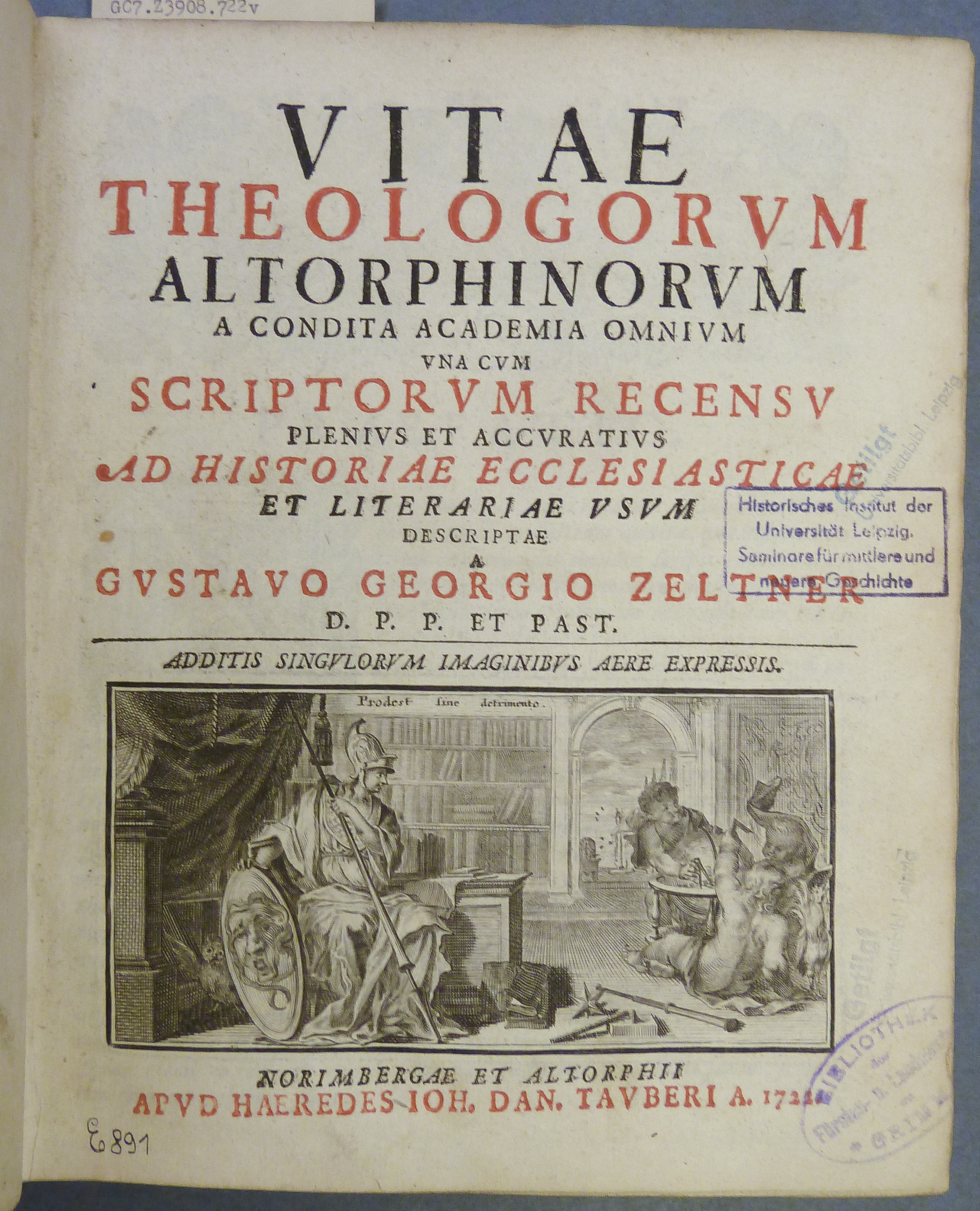
Titelblatt der Vitae theologorum Altorphinorum a condita Academia, 1722

- Deborae inter prophetissas eruditio tanquam eruditarum foeminarum ex Hebraea gente specimen. 1708. (Digitalisat)
- De erudita virgine Iudaea per transennam docente. Altdorf 1717. (Digitalisat)
- Vitae theologorum Altorphinorum a condita Academia. Tauber, Altdorf 1722. (Digitalisat)
- Historia Crypto-Socinismi Altorfinae quondam Academiae infesti arcana. 2 Bände. Gleditsch, Leipzig 1729. (Digitalisat Band 1), (Band 2)
- Kurtzes Sendschreiben, worinnen von der alten und höchst-raren teutschen Wormser Bibel zuverläßige Nachricht Tit. Herrn Michael Leinweber, berühmten Handelsmann in Nürnberg, ertheilet, und bey solcher Gelegenheit zugleich die Fata der Wormser Propheten, wie auch der Wormsischen Kirche selbst, und dann endlich der Beringerischen allerältesten Harmonie der Evangelisten u.a.m. kürtzlich erläutert, Gustav Georg Zeltner, D. und Past. zu Poppenreuth. Stein, Altdorf 1734. (Digitalisat)